# Kapelle auf der Gänsevöhde

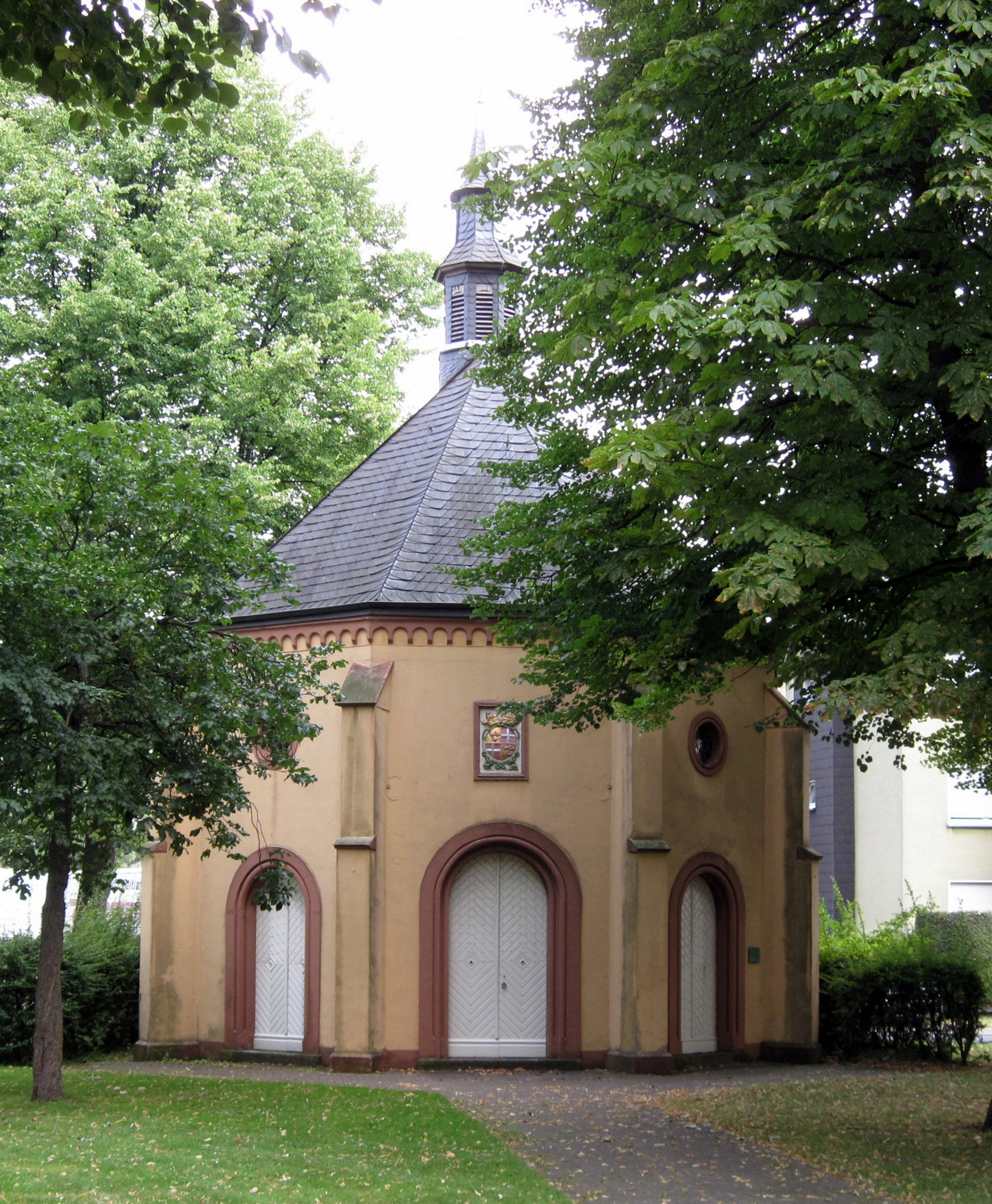
Kapelle auf der Gänsevöhde

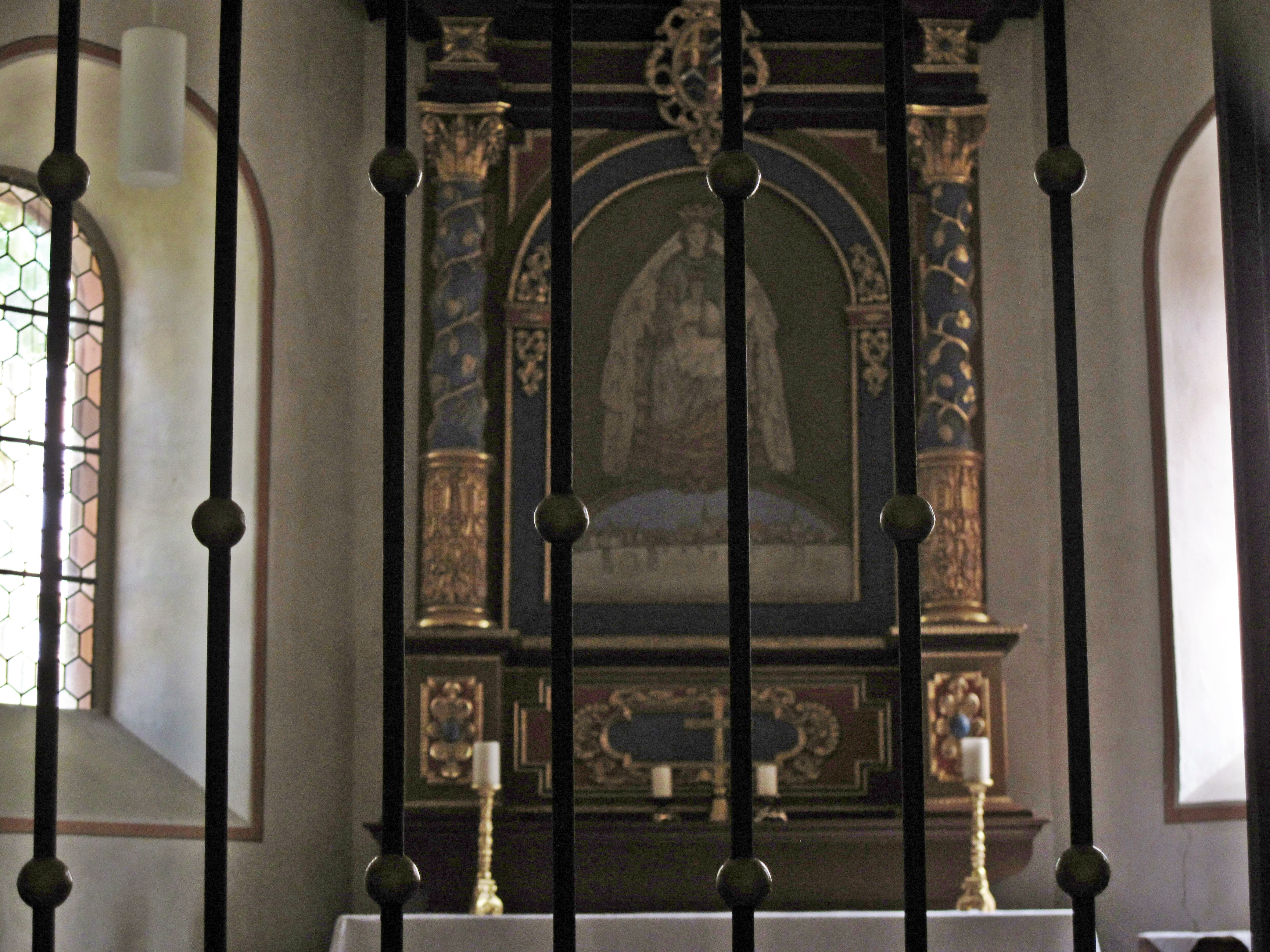
Altar

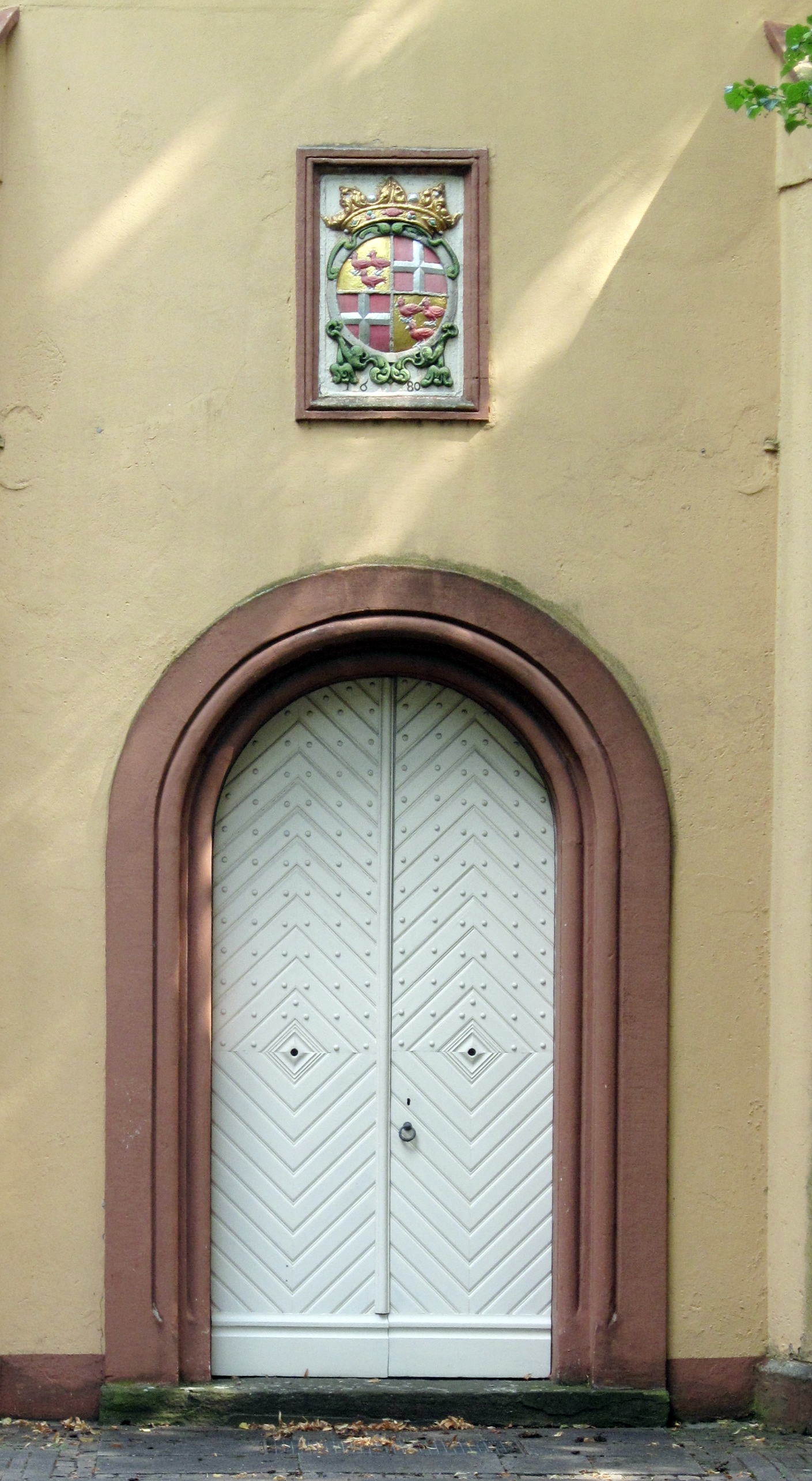
Mitteltür mit Stifterwappen

Die katholische Marienkapelle auf der Gänsevöhde, auch Mariä Heimsuchung, ist ein denkmalgeschütztes Kirchengebäude in Werl im Kreis Soest (Nordrhein-Westfalen).

## Geschichte und Architektur
Die Wallfahrt zur Trösterin der Betrübten begann 1661. Auf der Gänsevöhde, der ehemals öffentlichen Gänseweide und städtischen Festwiese, wurde 1667 erstmals das Hochamt der jährlichen großen Prozession gefeiert. Der Paderborner Domkapitular Johann Heinrich von Gertzen, genannt von Sintzig, stiftete im Jahr 1673 eine Summe von 300 Reichsthalern zum Bau einer Kapelle auf der Gänsevöhde. Die Stadt Werl stellte den Bauplatz zur Verfügung. Das Gebäude wurde nach einer Bezeichnung im Stifterwappen 1680 fertiggestellt.
Der Putzbau wurde über einem längsachtseitigen Grundriss aus Grünsandstein-Mauerwerk errichtet. Das Westportal und die Fenster sind rundbogig, das Holzgewölbe wurde verputzt. Der Dachreiter und der Dachstuhl wurden aus Eichenholz angefertigt. Von 1756 bis 1763 wurde das Gebäude im Siebenjährigen Krieg durch Soldaten beschädigt, unter anderem wurde es als Pferdestall genutzt.
Der Bischof von Paderborn stellte der evangelischen Gemeinde die Kapelle vorübergehend zur Verfügung, der erste evangelische Gottesdienst fand am 8. April 1828 statt. Ab 1831 wurde die Klosterkirche als Simultaneum genutzt. Ab 1835 ging das Gebäude in das Eigentum der katholischen Pfarrei St. Walburga über, diente aber weiter überwiegend der Wallfahrt.
Von 1880 bis 1883 wurde der Bau grundlegend saniert, in der Planungszeit schlug 1880 ein Blitz ein. Zur statischen Sicherung wurden die Strebepfeiler vorgesetzt und die aus dem Lot geratene Nordwand musste verstärkt werden. Gleichzeitig wurde der umlaufende Rundbogenfries vorgeblendet und in die beiden westlichen Schrägseiten je eine Rundbogentür eingebrochen. Der Dachreiter wurde neu gestaltet. Der Innenraum wurde mit Fresken von Patriarchen, Propheten, Aposteln und Evangelisten neu ausgemalt.
Das Gnadenbild wurde 1911 von Antonius Kardinal Fischer anlässlich des 250-jährigen Wallfahrtsjubiläums auf der Gänsevöhde gekrönt. Es nahmen etwa 50.000 Pilger teil.
Der meistbesuchte Wallfahrtstag, mit der Kapelle im Zentrum der Gänsevöhde, war die Schlesierwallfahrt 1953 mit geschätzten 70.000 Pilgern. Bundeskanzler Konrad Adenauer und Josef Kardinal Frings sowie Ministerpräsident Arnold nahmen teil. Beim 300-jährigen Jubiläum der Wallfahrt besuchten etwa 500.000 Pilger die Stadt.
Von 1985 bis 1986 erfolgten wegen Einsturzgefahr umfangreiche Renovierungsarbeiten, wobei die Deckenbalken und Nägel des Gewölbes erneuert, sowie die weiter aus dem Lot geratene Nordwand stabilisiert wurden. Auf die Mauerkrone wurde ein Betonringanker aufgebracht. Ein neuer Dachstuhl mit angehängter Putzdecke wurde eingebaut. Das Gebäude wurde innen und außen neu gefasst. Der Dachreiter wurde in Schiefer neu eingedeckt.

## Erwähnenswertes
Die Kapelle war 1994 beim Tag des offenen Denkmals Mittelpunkt des Geschehens.
Am 24. Mai 2011 besuchte Reinhard Kardinal Marx als Sondergesandter des Papstes die Kapelle, um anlässlich des 350-jährigen Jubiläums der Marienwallfahrt in Werl ein Pontifikalamt auf der Gänsevöhde zu feiern.

## Ausstattung
- Der bauzeitliche Altar mit dem Stifterwappen der Familie von Frentz zu Kendenisch und gedrehten Säulen  von Frentz zu Kendenich, ist eine Arbeit aus der Bauzeit der Kapelle.
- Die Glocke wurde 1679 gegossen.